# Premio Frederick Douglass
Il premio Frederick Douglass (detto anche Frederick Douglass Prize) è un premio letterario statunitense istituito nel 1999, assegnato ogni anno per i libri pubblicati in lingua inglese di saggistica sul tema della schiavitù e/o l'abolizione e movimenti antischiavisti. Il premio viene assegnato dalla Gilder Lehrman Institute of American History, alla Università di Yale ed è dedicato allo scrittore e politico abolizionista Frederick Douglass (1818–1895).
I destinatari nonché vincitori del premio riceveranno 25000 $.

## Albo d'oro
| Anno     | Autore                   | Titolo                                                                                |
| -------- | ------------------------ | ------------------------------------------------------------------------------------- |
| 2024     | Marlene L. Daut          | Awakening the Ashes: An Intellectual History of the Haitian Revolution                |
| ex aequo | Sara E. Johnson          | Encyclopédie Noire: The Making of Moreau de Saint-Méry’s Intellectual World           |
| 2023     | R. Isabela Morales       | Happy Dreams of Liberty: An American Family in Slavery and Freedom                    |
| ex aequo | Simon P. Newman          | Freedom Seekers: Escaping from Slavery in Restoration London                          |
| 2022     | Tiya Miles               | All That She Carried: The Journey of Ashley’s Sack, a Black Family Keepsake           |
| ex aequo | Jennifer L. Morgan       | Reckoning with Slavery: Gender, Kinship, and Capitalism in the Early Black Atlantic   |
| 2021     | Vincent Brown            | Tacky’s Revolt: The Story of An Atlantic Slave War                                    |
| ex aequo | Marjoleine Kars          | Blood on the River: A Chronicle of Mutiny and Freedom on the Wild Coast               |
| 2020     | Sophie White             | Voices of the Enslaved: Love, Labor, and Longing in French Louisiana                  |
| 2019     | Amy Murrell Taylor       | Embattled Freedom: Journeys through the Civil War’s Slave Refugee Camps               |
| 2018     | Erica Armstrong Dunbar   | Never Caught: The Washingtons' Relentless Pursuit of Their Runaway Slave, Ona Judge   |
| ex aequo | Tiya Miles               | The Dawn of Detroit: A Chronicle of Slavery and Freedom in the City of the Straits    |
| 2017     | Manisha Sinha            | The Slave's Cause: A History of Abolition                                             |
| 2016     | Jeff Forret              | Slave against Slave: Plantation Violence in the Old South                             |
| 2015     | Ada Ferrer               | Freedom’s Mirror: Cuba and Haiti in the Age of Revolution                             |
| 2014     | Christopher Hager        | Word By Word: Emancipation and the Act of Writing                                     |
| 2013     | Sydney Nathans           | To Free a Family: The Journey of Mary Walker                                          |
| 2012     | Domingos Álvares         | African Healing and the Intellectual History of the Atlantic World                    |
| 2011     | Stephanie McCurry        | Confederate Reckoning                                                                 |
| 2010     | Judith Carney            | In the shadow of slavery                                                              |
| 2009     | Annette Gordon-Reed      | The Hemingses of Monticello: An American Family                                       |
| 2008     | Stephanie E. Smallwood   | Saltwater Slavery: A Middle Passage from Africa to American Diaspora                  |
| 2007     | Christopher Leslie Brown | Moral Capital: Foundations of British Abolitionism                                    |
| 2006     | Rebecca J. Scott         | Degrees of Freedom: Louisiana and Cuba after Slavery                                  |
| 2005     | Laurent Dubois           | A Colony of Citizens: Revolution and Slave Emancipation in the French Caribbean       |
| 2004     | Jean Fagan Yellin        | Harriet Jacobs: A Life                                                                |
| 2003     | Seymour Drescher         | The Mighty Experiment: Free Labor versus Slavery in British Emancipation              |
|          | James F. Brooks          | Captives and Cousins: Slavery, Kinship, and Community in the Southwest Borderlands    |
| 2002     | Robert Harms             | The Diligent: A Voyage through the Worlds of the Slave Trade                          |
|          | John Stauffer            | The Black Hearts of Men: Radical Abolitionists and the Transformation of Race         |
| 2001     | David Blight             | Race and Reunion: The Civil War in American Memory                                    |
| 2000     | David Eltis              | The Rise of African Slavery in the Americas                                           |
| 1999     | Ira Berlin               | Many Thousands Gone: The First Two Centuries of Slavery                               |
|          | Philip D. Morgan         | Slave Counterpoint: Black Culture in the Eighteenth-Century Chesapeake and Lowcountry |